# Gary D. Wallace
Gary D. Wallace, född 1946, är en amerikansk botaniker.
Han har beskrivit följande arter:
- (Ericaceae)
  - Comarostaphylis diversifolia Greene subsp. planifolia (Jeps.) G.D.Wallace
  - Monotropastrum sciaphilum (Andres) G.D.Wallace
  - Rhododendron tomentosum Harmaja subsp. subarcticum (Harmaja) G.D.Wallace

Auktorsnamnet G.D.Wallace kan användas för Gary D. Wallace i samband med ett vetenskapligt namn inom botaniken; se Wikipediaartiklar som länkar till auktorsnamnet.